# Takete e Maluma
Le parole Takete e Maluma identificano un famoso esperimento sulla fonoestesia o sul fonosimbolismo condotto nel 1929 da Wolfgang Köhler, sull'isola di Tenerife. 
L'esperimento Takete e Maluma viene spesso confuso con l'analogo esperimento di Bouba e Kiki (effetto bouba/kiki) del noto neuroscienziato Ramachandran che lo interpretò come “sinestesia".
In più Gordon Allport nel suo Psicologia della personalità riporta lo stesso esperimento come QUIQQUEDA e TIRIKIKI.

## L'esperimento

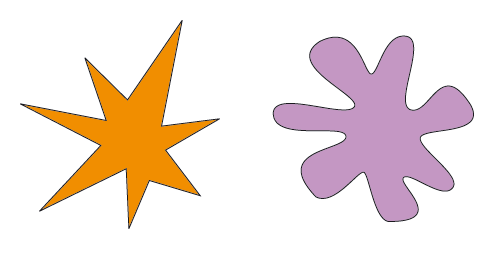
Effetto Booba/kiki. L'immagine mostra che le persone non associano i suoni alle forme in modo arbitrario

L'esperimento consiste nel chiedere ad un campione di persone di associare questi due nomi a due diverse forme, una formata da linee rette e spigolose, l'altra da linee curve e morbide.
Nella maggior parte dei casi Takete verrà associata alla figura dalle linee spezzate mentre Maluma a quella con linee curve.
Questo perché ogni parola viene recepita dal cervello come un'immagine, a cui successivamente viene fornito un significato. Il suono prodotto nella pronuncia della parola Takete risulta pungente e spigoloso rispetto alla parola Maluma, più morbida e rotondeggiante. In più, le lettere stesse che compongono le parole hanno dei caratteri simili a quelli riproposti nell'immagine: Takete è formata da due lettere T, che oltre ad avere un suono prodotto tramite la pressione della lingua contro i denti (strutture ossee che ricordano facilmente il morso di un predatore), vengono rappresentate dall'intersezione di due rette perpendicolari (che possono benissimo dare l'idea di una trave sorretta da una colonna) dunque rigide e ferme, e da una lettera K anch'essa pronunciata con lo schiocco della lingua sul palato e raffigurata da una linea retta verticale e due oblique. Maluma è composta da due lettere M solitamente raffigurate in corsivo con due onde curve e una L che, sempre in corsivo, viene scritta con un simbolo simile ad un palloncino. In più la lettera M della parola Maluma ricorda facilmente il suono della parola Mamma, il più morbido dei nomi ed il più facile da associare al ruolo di genitore dolce ed amorevole.
Esistono dunque parole Takete e parole Maluma in linguistica, come in grafica immagini Takete ed immagini Maluma, ma anche suoni, colori, odori e altro.

## Nella cultura
A questo proposito numerosi artisti hanno sfruttato il principio Takete e Maluma per le loro creazioni, pur senza conoscerlo. I poeti di tutto il mondo scelgono con cura le loro parole, ed i giusti sinonimi, per rendere etereo o carnale il loro messaggio, cercando la giusta musicalità dei versi, Vincent van Gogh usava una pittura Taketika per esternare il suo genio, Ludwig van Beethoven, e centinaia di altri compositori, hanno e continuano a sfruttare suoni e tonalità alterne, tra quelle Takete e quelle Maluma, per variare le emozioni dell'ascoltatore, il caposcuola del Futurismo, Filippo Tommaso Marinetti, oltre ad usare linee decisamente spezzate, chiamerà la guerra con il nome taketico di Zang tumb tumb.
Takete e Maluma possono essere definite dunque, oltre che dei concetti percettivi, anche in chiave filosofica come due parti della medesima cosa alla pari dello yin e yang e del parallelismo vita-morte.